# Piotr Bniński
Piotr Bniński (Piotr z Bnina) herbu Łodzia (ur. 1390, zm. 1448) – kasztelan gnieźnieński (1428–1437), starosta Mosiny w latach 1429–1448.
Pochodził z wielkopolskiej rodziny magnackiej Bnińskich, wywodzącej się z Bnina pod Poznaniem (komesowie na Bninie), pieczętującej się herbem Łodzia. W Samostrzelu zachował się pałac rodziny Bnińskich.
Był posłem do Zygmunta Luksemburskiego w negocjacjach w trakcie wojny z Zakonem krzyżackim.
Był obecny przy wystawieniu przez Władysława II Jagiełłę przywileju jedlneńskiego w 1430 roku.
Podróżował po Bliskim Wschodzie. Na pewien czas osiadł na Cyprze, gdzie służył królowi Cypru Janusowi z Lusignan. W 1432 r. wziął udział w poselstwie Janusa, króla Jerozolimy i Cypru na dwór Władysława Jagiełły. W imieniu Janusa marszałek królestwa Baldwin z Noris prosił w nim o pożyczkę na wojnę z egipskimi mamelukami. W zamian oferował Cypr w zastaw oraz proponował małżeństwo córki Jagiełły z synem króla Janusa.